# 스토워즈 의학 연구소

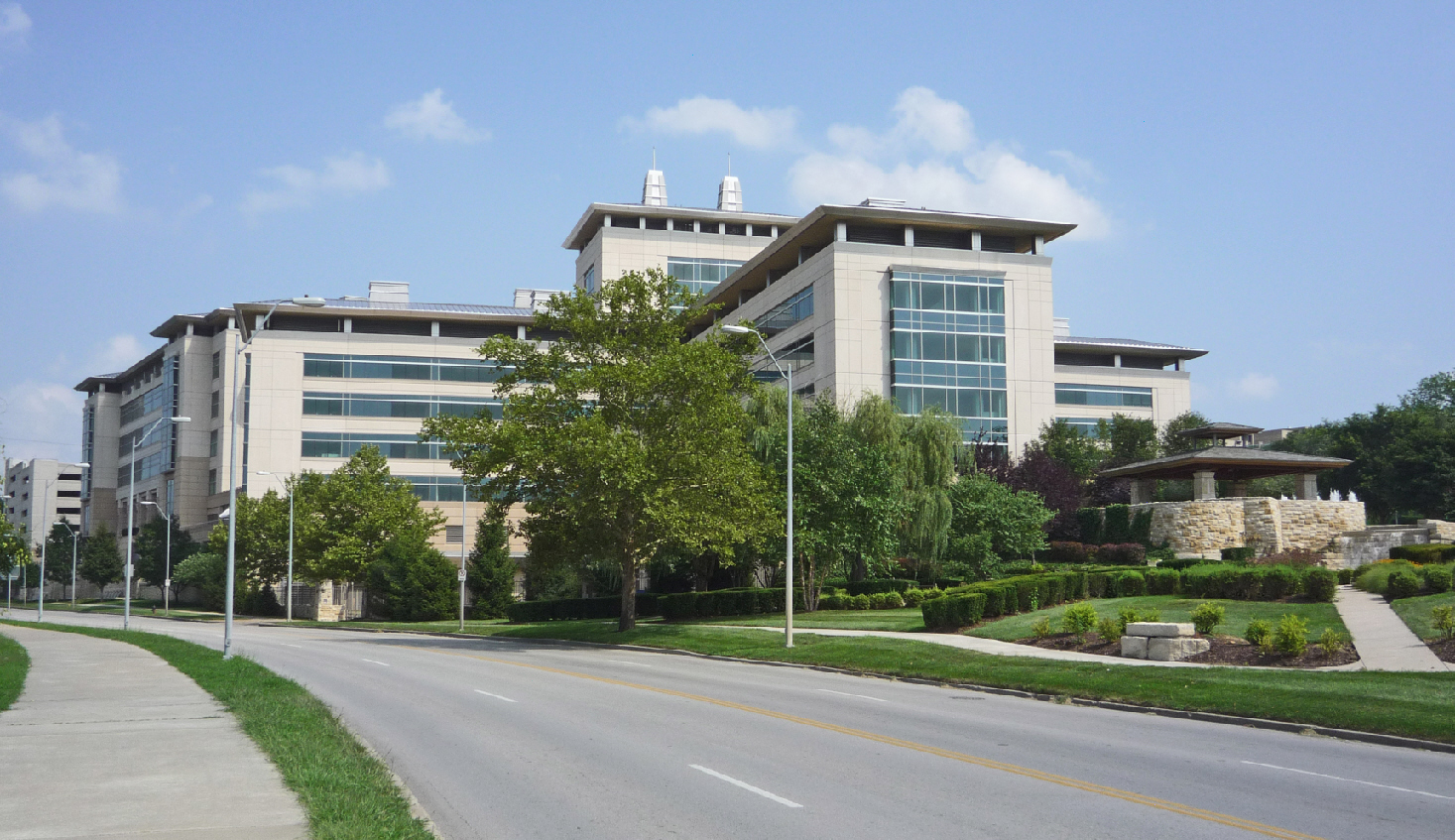
스토워즈 의학 연구소, 캔자스시티, 미주리주

스토워즈 의학 연구소(Stowers Institute for Medical Research)는 캔자스시티에 있는 생명 의학 전문 연구소이다. 모든 의학적인 질병이나 생명 현상의 원인 그리고 치료, 예방을 목적으로 유전자 연구 및 단백질 연구를 중심으로 수행하는 생명 의학 연구 기관이다. 주요시설은 미주리주 캔자스 시티에 위치하고 있다.

## 상세 설명
스토워즈 의학 연구소는 1994년 제임스 E. 스토워즈(James E. Stowers)와 그의 아내 버지니아 스토워즈의 최초 기부금 5억 달러(한화: 약 5500억 원)로 설립이 시작되었다. 스토워즈 부부는 둘 다 암을 이겨낸 생존자 이기도 하면서 아메리칸 센츄리 인베스트먼트사(American Century Investments)의 설립자이기도 하다. 지난 10여년간, 스토워즈 부부는 스토워즈 의학 연구소에 총액 20억 달러(한화: 약 2조 2천억원)에 상당하는 기부와 투자를 하였다. 스토워즈 의학 연구소는 지난 2000년 11월에 처음으로 연구를 개시하였으며, 연구소가 위치한 부지는 이전에 메노라 병원(Menorah Hospital)이 위치 했던 자리이다. 2008년에는 총 25개의 독립적인 연구 프로그램과 생물정보학 그리고 단백질학, 유전자마이크로어레이, 분자 생물학, 세포학, 생물영상학에 이르는 연구 핵심 시설을 갖춘 연구 시설로 발전하였다. 현재는 550명이 넘는 과학자 그리고 연구보조원, 기술자, 일반보조원이 일하고 있으며, 그 중 140명은 박사후연구원과 대학원생으로 구성되어 있다. 스토워즈 의학 연구소는 매 10년 마다 확장을 목표로 하고 있으며, 현재 두 번째 연구소 설립을 위한 사업 부지는 캔자스시티 남쪽에 그랜드뷰에 위치하고 있다.
스토워즈 의학 연구소는 IRS에서 의학 연구 기관으로 분류되고 있으며, 미주리주의 비영리단체 및 자선단체로 등록되어 있다.